# Ernie Campbell
Ernie Campbell, właśc. William Ernest Campbell (ur. 20 października 1949 w Sydney) – australijski piłkarz. Grał na pozycji napastnika.

## Kariera klubowa
Ernie Campbell rozpoczął kariery w Canterbury-Marrickville. W 1965 roku wyemigrował do Anglii do Chelsea. W Chelsea nie zdołał wywalczyć miejsca w składzie i po kilkunastu miesiącach powrócił do Australii. W latach 1967–1970 występował w klubie APIA Leichhardt. W 1971 przeszedł do Marconi Fairfield i grał w nim do 1977 roku. Z Marconi wywalczył wicemistrzostwo National Soccer League. W latach 1978–1980 grał w Sydney City. Z Sydney City wywalczył Mistrzostwo Australii 1980.Karierę zakończył w St George w 1981 roku.

## Kariera reprezentacyjna
Ernie Campbell zadebiutował w reprezentacji 21 listopada 1971 w przegranym 1-3 meczu z Izraelem w Melbourne. W 1973 Australia awansowała po raz pierwszy w historii do Mistrzostw Świata 1974. Na turnieju w RFN Campbell wystąpił tylko w meczu z RFN 0-3, który był ostatnim jego oficjalnym meczem w reprezentacji. Ogółem w latach 1971–1974 wystąpił w 6 spotkaniach i strzelił 2 bramki.